# Bertrand Boysset
Bertrand Boysset est un auteur provençal né entre 1350 et 1358 à Arles et décédé entre février 1415 et le 26 mars 1416. On lui doit une chronique médiévale et un traité d'arpentage.

## Biographie
Né à Arles au milieu du XIVe siècle, il exerce d'abord une activité de patron-pêcheur sans que l'on sache quelle formation il suit pour devenir arpenteur-borneur ni à quelle date il change d'activité. Son premier travail d'arpenteur est daté de 1403-1404, il concerne l'arpentage d'une propriété privée en Camargue à Notre Dame d'Amour. Son activité littéraire consiste à copier et traduire des œuvres provençales mais aussi à composer des recueils techniques sur l'arpentage (la siensa de destra) et le bornage (la siensa d'atermenar).

## Œuvres
Bertrand Boysset est essentiellement connu comme auteur d'une chronique, parfois appelée Livre de raison ou Mémoires, sur Arles à la fin du Moyen Âge. Il est également l'auteur d'œuvres diverses écrites à la fois en français, latin et provençal telles que : Roman d'Arles, Vie de Saint Trophime, Vie de Sainte Madeleine ainsi qu'un traité d'arpentage illustré.
Sa chronique présente plusieurs intérêts : sur la vie événementielle de la cité, sur la politique provençale et le Grand Schisme vu d'une cité proche de la papauté d'Avignon. Elle nous renseigne également sur la vie d'une ville au bas Moyen Âge, sujette aux calamités de l'époque, mais tournée vers l'exploitation de son territoire.

## Sources